# 清軟腭邊塞擦音
清軟腭邊塞擦音（Voiceless velar lateral affricate）是一種不尋常的輔音，被使用於一些口語中。其國際音標（IPA）表示為⟨kʟ̝̊⟩。此音見於一些高加索地區語言，並在一些南非和東非的語言中作為同位異音使用。
在國際音標中，並沒有給出清軟腭邊塞擦音中擦音部分的獨立符號（符號⟨ʟ⟩是軟腭邊音），但SIL國際在私人使用區為Gentium、Charis和Doulos等字體添加了一個新的符號，⟨⟩，編碼為U+F268，因此這個塞擦音又可以寫成⟨k͡⟩。

## 特徵
清軟腭邊塞擦音的特徵包括：
- 調音方法屬於塞擦音，調音時先阻礙空氣在聲腔流動，再形成狹窄通道讓氣流通過發生湍流來調音。

- 調音部位是軟腭，即以舌根部位抵住軟腭。

- 發聲類型是清音，意味着發音時聲帶並不顫動。
- 本輔音是口腔輔音（口音），表示調音時空氣只從口裡流出。
- 調音方法是邊音，氣流從舌兩側流過，而不從中部流過。
- 氣流機制是肺部氣流，即由肺與橫膈膜驱动空气。

## 出現於
阿爾奇語是一種東北高加索語系的語言，使用於達吉斯坦共和國。此語言共有兩種軟腭擠喉邊塞擦音，包括普通音[k͡ʟ̝̊]和唇音化的[k͡ʟ̝̊ʷ]，雖然其調音部位比大多數語言中的軟腭音還要來的靠前，因此更準確的描述應為「前軟腭音」（prevelar）。阿爾奇語與中還有與其相對應的軟腭擠喉邊塞擦音⟨kʟ̝̊ʼ⟩、濁軟腭邊擦音⟨ʟ̝⟩，以及數個清軟腭邊擦音⟨ʟ̝̊⟩，這些輔音都位於相同的調音部位。
祖魯語和科薩語將清軟腭邊塞擦音作為清軟腭塞擦音的同位異音。哈扎語中擁有擠喉的軟腭邊塞擦音[k͡ʟ̝̊ʼ]作為軟腭擠喉塞擦音的同位異音，並和硬腭擠喉邊塞擦音[c͡ʎ̝̊ʼ]相對立。ǁXegwi語則被認為擁有軟腭音/k͡ʟ̝̊/與和其相對的齒齦音/t͜ɬ/。
屬彝語支的拉餘語則擁有四種對立的軟腭邊塞擦音：/k͡ʟ̝̊ʰ, k͡ʟ̝̊, ɡ͡ʟ̝, ᵑɡ͡ʟ̝/。
| 語言     | 語言     | 詞彙 | IPA    | 意思 | 註釋         |
| -------- | -------- | ---- | ------ | ---- | ------------ |
| 阿爾奇語 | 阿爾奇語 |      | [k͡ʟ̝̊an] | 孔洞 | 為前軟腭音。 |